# Frank Couzens
Frank Couzens (Detroit, 28 febbraio 1902 – 31 ottobre 1950) è stato un politico statunitense, sindaco di Detroit negli anni '30 del '900.

## Biografia
Frank Couzens nacque a Detroit il 28 febbraio 1902,, figlio dell'uomo d'affari e, successivamente, sindaco di Detroit e Senatore degli Stati Uniti James J. Couzens.. Frequentò la Newman Preparatory School nel New Jersey, poi ritornò a Detroit per frequentare le superiori. Dopo aver conseguito il diploma, lavorò come apprendista nel settore delle costruzioni, poi come ispettore per un'impresa di architetti. Nel 1922, fondò la propria impresa di contractor edilizi.
Couzens sposò Margaret Lang nel 1922; la coppia ebbe quattro figli, Frank Couzens Jr., James Couzens II, Homer J. Couzens, e George L. Couzens; e tre figlie, Edward C. Roney, Mary Elizabeth Couzens, e Barbara Ann Couzens.